# 848
848 كانت سنة كبيسة تبدأ يوم الأحد حسب التقويم اليولياني.

## مواليد
- الدولابي مؤرخ من حفاظ الحديث، من أهل الري
- محمد بن مخلد

## وفيات
- سليمان بن عبد الرحمن التميمي
- علي بن محمد رابع السلاطين الأدارسة بالمملكة المغربية.
- جعفربن مبشر